# Australian Indoor Championships 1993
LAustralian Indoor Championships 1993 è stato un torneo di tennis giocato sul cemento indoor del Sydney Entertainment Centre di Sydney in Australia. Il torneo fa parte della categoria ATP Championship Series nell'ambito dell'ATP Tour 1993. Si è giocato dal 4 all'11 ottobre 1993.

## Campioni

### Singolare maschile
Jaime Yzaga ha battuto in finale  Petr Korda con il punteggio di 6–4, 4–6, 7–6(4), 7–6(7).

### Doppio maschile
Patrick McEnroe /  Richey Reneberg hanno battuto in finale  Alexander Mronz /  Lars Rehmann con il punteggio di 6–3, 7–5.